# 臼之浦站
臼之浦站（日语：／ Usunoura eki */?）是位於長崎縣北松浦郡小佐佐町臼之浦免，日本國有鐵道（國鐵）的臼之浦線車站（終點站），現已廢止。

## 概要
臼之浦線主要功用是把由佐世保鐵道沿線出產的煤炭運送至臼之浦港。當中包括有來自世知原線和柚木線的煤炭運送列車運送至此站。
但是在1962年（昭和37年），隨著臼之浦線結束貨運業務後，路線開始夕陽化。後來被指定為赤字83線，隨後便把路線廢止，此站也廢止。

## 歷史
- 1931年（昭和6年）8月29日 - 佐世保鐵道（日语：佐世保鉄道）車站啟用[1][2]。
- 1936年（昭和11年）10月1日 - 佐世保鐵道國有化，成為松浦線（支線）車站。
- 1945年（昭和20年）3月1日 - 路線名稱改名為臼之浦線。
- 1971年（昭和46年）12月26日 - 臼之浦線廢止，此站也廢止。

## 車站構造
截至廢止前一刻，此站設有1面1線的單式月台。

## 現況
車站大樓在車站廢止時仍然存在一段時間，後來被拆毀，遺址重建了港町公民館。但是，車站大樓的地基部分仍然存在。
在2008年（平成20年）6月，當地企業於公民館前設置了站名牌和紀念碑。但是站名牌上的名稱標記了。

## 相鄰車站
日本國有鐵道
臼之浦線
佐佐－臼之浦
在佐佐站至此站之間曾經設有四井樋站（1945年（昭和20年）廢止）、肥前黑石站、大悲觀站（兩站於1944年（昭和19年）廢止）。

## 注腳
1. ↑  《停車場変遷大事典 国鉄・JR編》（分冊Ⅱ）JTB出版，1998年，736頁
2. ↑  「地方鉄道運輸開始」『官報』1931年9月9日（國立國會圖書館數碼化收藏）
※上述的官報中，長崎縣錯誤地標記為「長野縣」。